# 曹炳范
曹炳范（1924年—2010年），江苏昆山人。中华人民共和国指挥家。

## 生平
1950年3月，肄业于上海音乐学院管弦系小提琴专业，同年在中央歌剧院管弦乐团参加革命工作，1958年9月，调入中央广播交响乐团任副首席，1981年6月调入人民音乐出版社音乐辞典编辑室，1994年1月退休。任内先后参与并责编了《音乐译名汇编》、《外国音乐表演用语词典》、《中国音乐辞典》、《实用音乐词典》、《哈佛音乐词典》等书籍。2010年去世。